# Utetheisa ornatrix
Utetheisa ornatrix là một loài bướm đêm thuộc phân họ Arctiinae, họ Erebidae. Nó được tìm thấy ở miền đông Hoa Kỳ.
Sải cánh dài 33–46 mm.
Ấu trùng ăn các loài Crotalaria, Melilot và đôi khi Comptonia.

## Hình ảnh

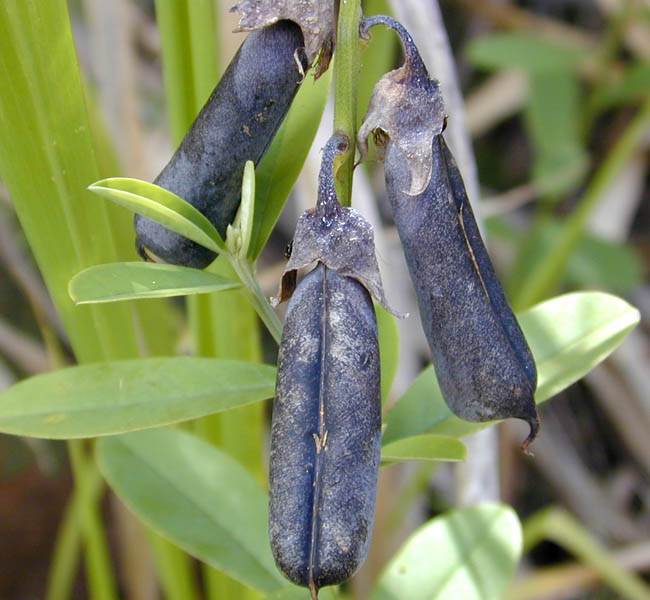
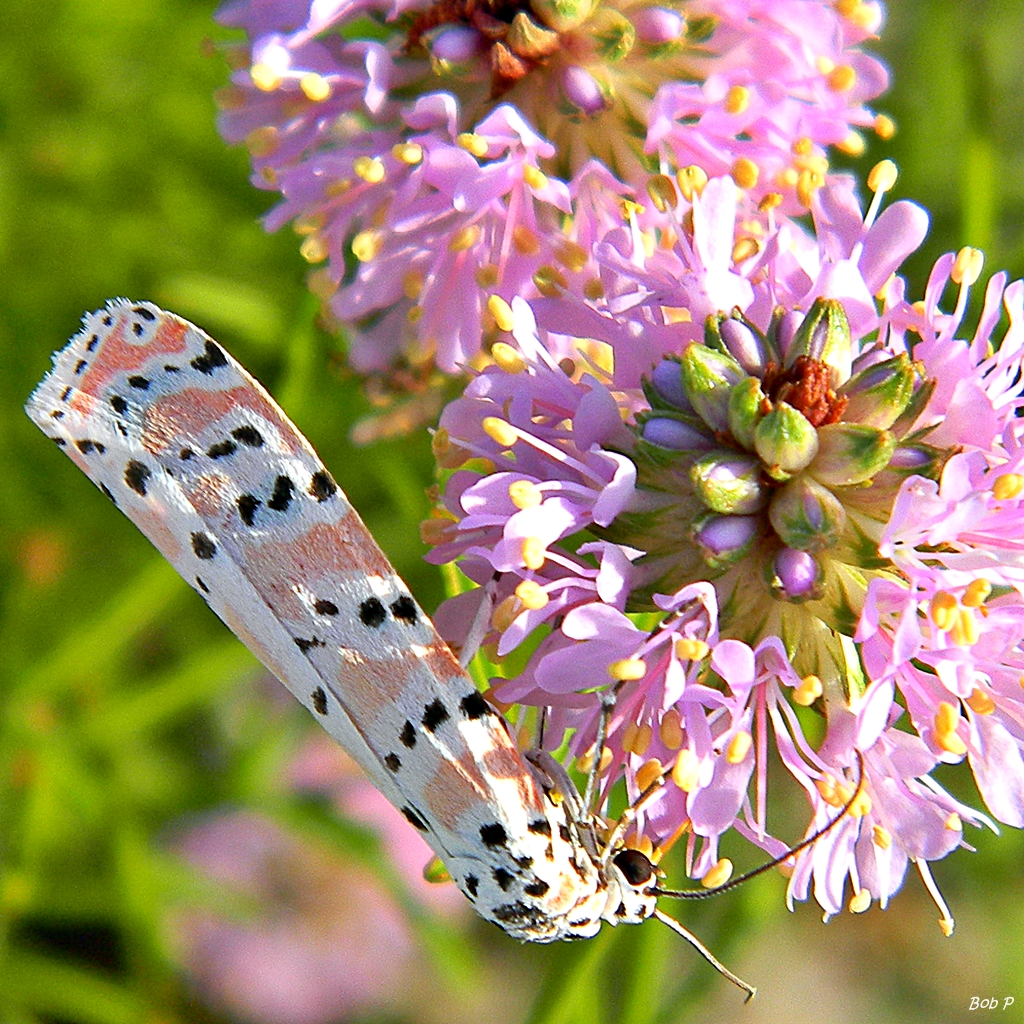
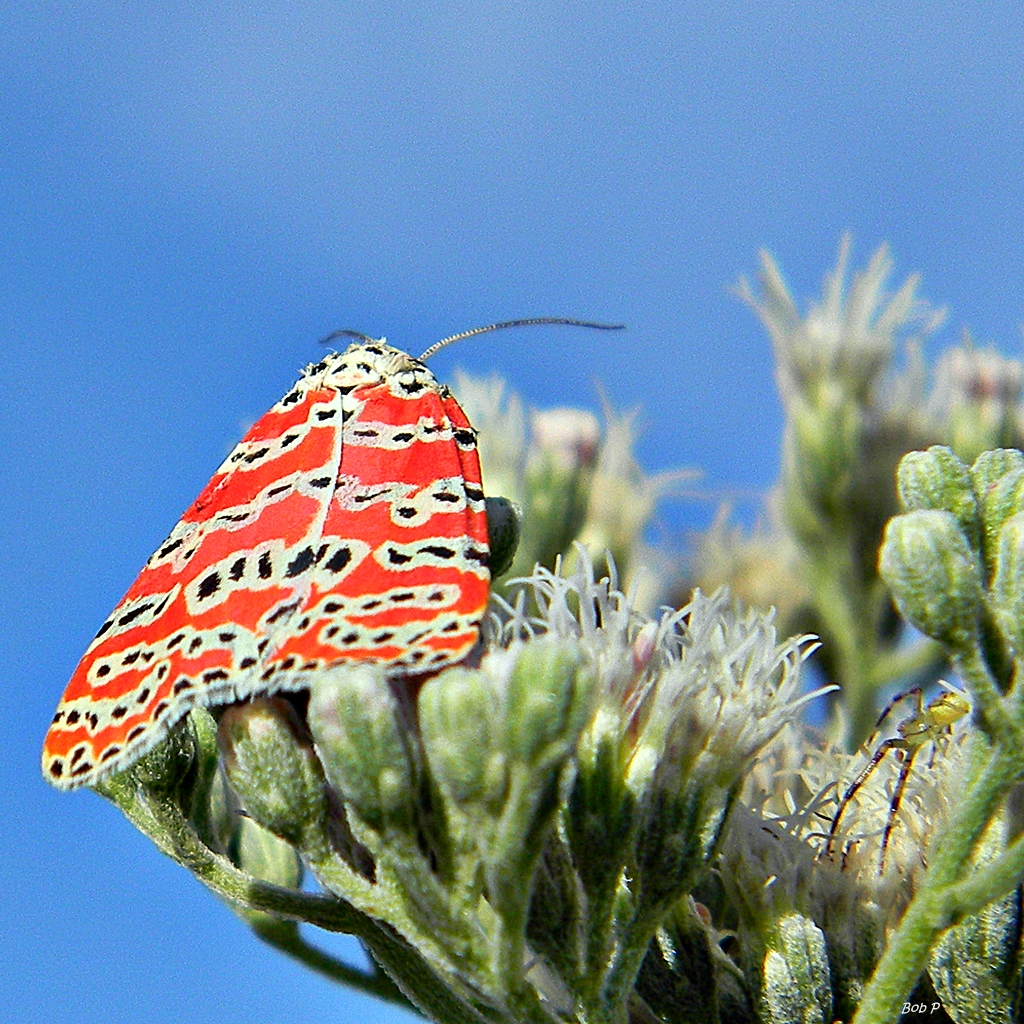
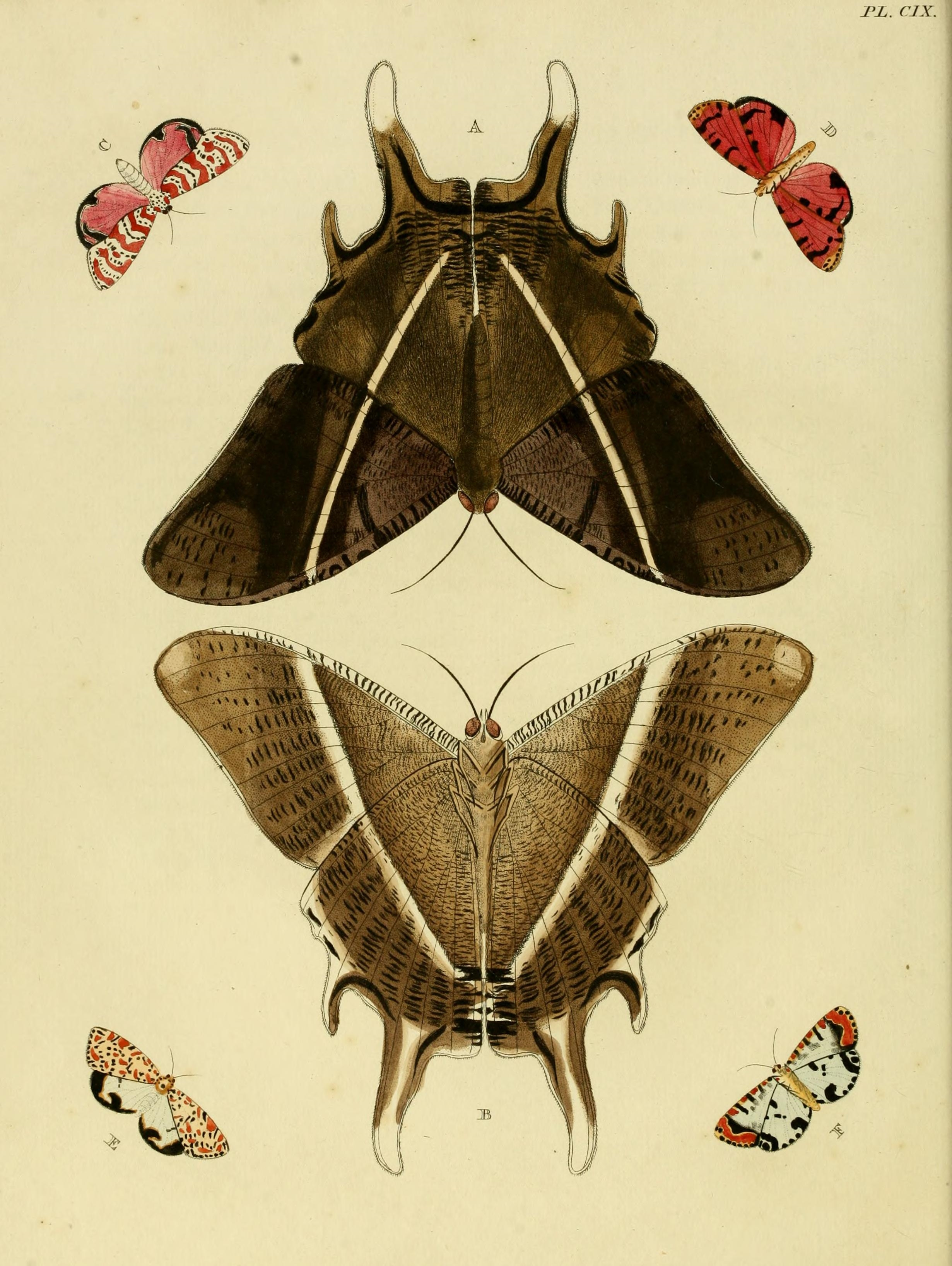